# Emika Kamieda
Emika Kamieda (上枝 恵美加 Kamieda Emika?) (nacida el 13 de julio de 1994 en Osaka) es una actriz, modelo y idol japonesa. Es conocida por haber sido miembro del grupo idol japonés NMB48.

## Carrera

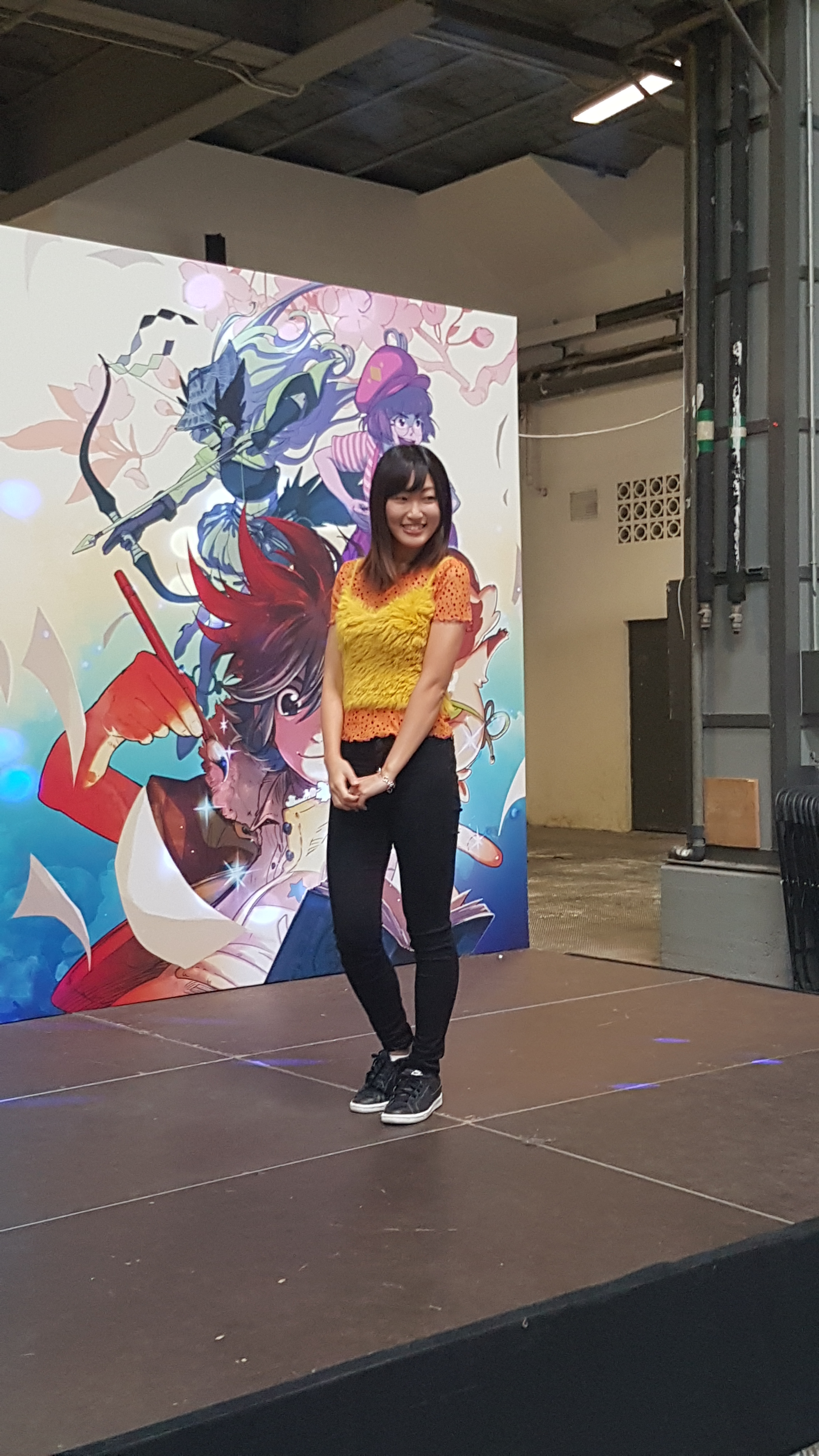
Emika Kamieda en el Salón del Manga de Barcelona, 2018

Se presentó para las audiciones de AKB48 y, después de no pasar pero quedar en reserva,  fue recomendada para NMB48  donde accedió como miembro de la tercera promoción. Al unirse a NMB48 se convierte en la primera capitana del recién estrenado Equipo BII en 2012.
En 2013, en el Janken Taikai (el torneo de piedra-papel-tijera de los grupos 48), se alza con el subcampeonata lo que le brinda la posibilidad de formar parte de un sencillo de AKB48 (Suzukake nanchara...).
En marzo de 2015 anunció que dejaría temporalmente sus actividades de idol para poder centrarse en sus estudios y viajar al extranjero.  Tras seis meses, regresa al equipo en octubre de 2015.  Se gradúa en la universidad en 2016.
A finales de 2016 se llevó a cabo la reordenación general de las idols de NMB48 por lo que a efectos de 2017, Kamieda deja el equipo BII y se convierte en miembro raso del equipo M. 
Además de participar en varios programas de televisión y de radio y campañas publicitarias, en 2017 se encargó de liderar el equipo del programa radiofónico "Unlimited" junto a su excompañera Ana Ijiri (vice captitana del equipo BII junto a Emika).
Para poder centrarse en el teatro y en su carrera de actriz, el 2 de julio de 2017 anuncia su graduación de NMB48, llevando a cabo la última aparición como idol del equipo M el 31 de julio de 2017. 
Emika Kamieda sabe montar a caballo y lo hace con regularidad, le gusta One Piece, el beatboxing y bailar.
Habla inglés sin problema (como ha demostrado haciendo de co-presentadore en el programa "Tanieda English 谷枝イングリッシュ" junto a Airi Tanigawa), y llegó a pasar varias semanas en Australia en un programa corto de intercambio. También habla español desde que vive en España

## Era post-48
En noviembre de 2018 fue una de las invitadas principales en el XXIV Salón del Manga de Barcelona, donde cantó, bailó e impartió talleres de baile y sobre el mundo idol y también del Manga&Cosplay de Granada.
En diciembre de 2018 regresa a Japón para actuar en Tokio junto a Ryō Horikawa en una obra de teatro y para presentar su primer álbum de fotos oficial titulado "Wasabi わさび", publicado antes de fin de año.
En noviembre de 2019 vuelve a ser invitada en el Manga Barcelona y logra traer a una unidad especial de AKB48 a España, primera vez que el grupo actúa en España y 2a vez en Europa en 10 años, logrando así un hito histórico.
En 2020 forma parte de varias webseries japonesas y de una película de terror (Gendai Kaiki Hyaku Monogatari - San no Shô) que se estrenó el 24 de enero de 2021 en Japón.

## Discografía

### Sencillos de AKB48[11]
| Año  | N.º | Título | Cara | Comentarios |
| ---- | --- | --- | ---- | --- |
| 2013 | 34  | "Suzukake no Ki no Michi de "Kimi no Hohoemi o Yume ni Miru" to Itte Shimattara Bokutachi no Kankei wa Dō Kawatte Shimau no ka, Bokunari ni Nan-nichi ka Kangaeta Ue de no Yaya Kihazukashii Ketsuron no Yō na Mono" | A    | Único sencillo de AKB48 en el que participó como NMB48, tras quedar subcampeona en el "Janken Taikai" (torneo de piedra, papel, tijera) de 2013 |
| 2013 | 34  | "Suzukake no Ki no Michi de "Kimi no Hohoemi o Yume ni Miru" to Itte Shimattara Bokutachi no Kankei wa Dō Kawatte Shimau no ka, Bokunari ni Nan-nichi ka Kangaeta Ue de no Yaya Kihazukashii Ketsuron no Yō na Mono" | B    | Participa en "Kimi to deatte boku ga kawatta"                                                                                                   |

### Sencillos de NMB48[12]
| Año  | N.º | Título del sencillo   | Posición y cara               | Comentarios                                                                    |
| ---- | --- | --------------------- | ----------------------------- | ------------------------------------------------------------------------------ |
| 2012 | 4   | "Nagiichi"            | Cara B. "Under Girls"         | No cantó en el sencillo del título. Canta en "Rifujin Ball"                    |
| 2012 | 5   | "Virginity"           | Cara B                        | No cantó en el sencillo del título. Canta en "Chotto nekoze"                   |
| 2012 | 6   | "Kitagawa Kenji"      | Cara B                        | No cantó en el sencillo del título. Canta en "In goal"                         |
| 2013 | 7   | "Bokura no Eureka"    | Cara B                        | No cantó en el sencillo del título. Canta en "Okuba"                           |
| 2013 | 8   | "Kamonegix"           | Cara B. Shirogumi             | No cantó en el sencillo del título. Canta en "Doshaburi no seishun no naka de" |
| 2014 | 9   | "Takane no Ringo"     | Cara B. Shirogumi             | No cantó en el sencillo del título. Canta en "Prom no koibito"                 |
| 2014 | 10  | "Rashikunai"          | Cara B. Equipo BII (capitana) | No cantó en el sencillo del título. Canta en "Star ni nante naritakunai"       |
| 2015 | 11  | "Don't look back!"    | Cara B. Equipo BII (capitana) | No cantó en el sencillo del título. Canta en "Romantic Snow"                   |
| 2016 | 14  | "Amagami Hime"        | Cara B. Equipo BII (capitana) | No cantó en el sencillo del título. Canta en "Ferry"                           |
| 2016 | 15  | "Boku wa Inai"        | Cara B. Equipo BII (capitana) | No cantó en el sencillo del título. Canta en "Môsô Machine 3-gôki"             |
| 2016 | 16  | "Boku Igai no Dareka" | Cara B. Equipo M              | No cantó en el sencillo del título. Canta en "Koi wa sainan"                   |

## Filmografía y apariciones radiofónicas

### Televisión
| Año       | Título                    | Papel      |
| --------- | ------------------------- | ---------- |
| 2012      | AruAruYYTerebi            | Ella misma |
| 2013      | AKB48 SHOW                | Ella misma |
| 2013      | AKB to XX!                | Ella misma |
| 2013      | NMB & Manabu-kun          | Ella misma |
| 2016      | NHK Rekishi Hiwa Historia | Ella misma |
| 2016-2017 | Tanieda English           | Ella misma |

### Anuncios
- "Almond Breeze". (2019).
- "La Gula del Norte". (2019).
- "Chapstick". (2020).

### Teatro
- "Inochi no akashi" (diciembre de 2018).
- "Tenshi ga kimi wo korosu wake" (marzo de 2019).
- "Karaoke", aparición en vídeo. (junio de 2019).

### Shows de variedades
- "Manubu-kun"

### Radio
- "Unlimited" (KissFM-radiofónico) 12 programas. (2017). Con Anna Ijiri.
- "Kamieda Emika no Gakkou iku Day" (NIshi Tokyo FM) 24 programas. (2014).

### Conciertos
Con NMB48
- AKB48 Request Hour Set List Best 21 (22 de mayo de 2014)[13]

### Revistas
- Big Comic Spirits, Shogakukan. Número de noviembre de 2013
- Esquire España. Reportaje sobre su vida como idol. Número de enero de 2019.

### Álbum de fotos oficial
- Wasabi -わさび, diciembre de 2018
- 25. Emika Kamieda Bday party, julio de 2019